# فرانز ويبر
فرانز ويبر (بالألمانية: Franz Fridolin Weber) (و. 1733 – 1779 م) هو ممثل، ومغني، من ألمانيا، ولد في تسل-إم-فيزنتال، توفي في فيينا، عن عمر يناهز 46 عاماً.